# Françoise Adnet
Françoise Adnet, född 30 juni 1924 i Paris, död 9 mars 2014, var en fransk figurativ målare.
Adnet tänkte sig ursprungligen en karriär som pianist. Hon gav dock gradvis upp pianospelandet för att viga sitt liv åt teckning och målning som hon ägnat sig åt sedan barndomen.
Under ett halvt sekel av kreativt skapande deltog hon i flera utställningar runt om i världen och fick flera betydande konstpris.
Hennes verk finns i olika museer och privata samlingar och följer två teman: kvinnliga figurer och stadsmotiv. Hennes figurativa verk anses vara hennes bästa produktioner och uppvisar en distinkt teknik.
Adnet var gift med konstsamlaren Max Fourny. Ett museum med naivistisk konst finns nu inhyst i deras tidigare hem.